# Kirche von Brunkeberg

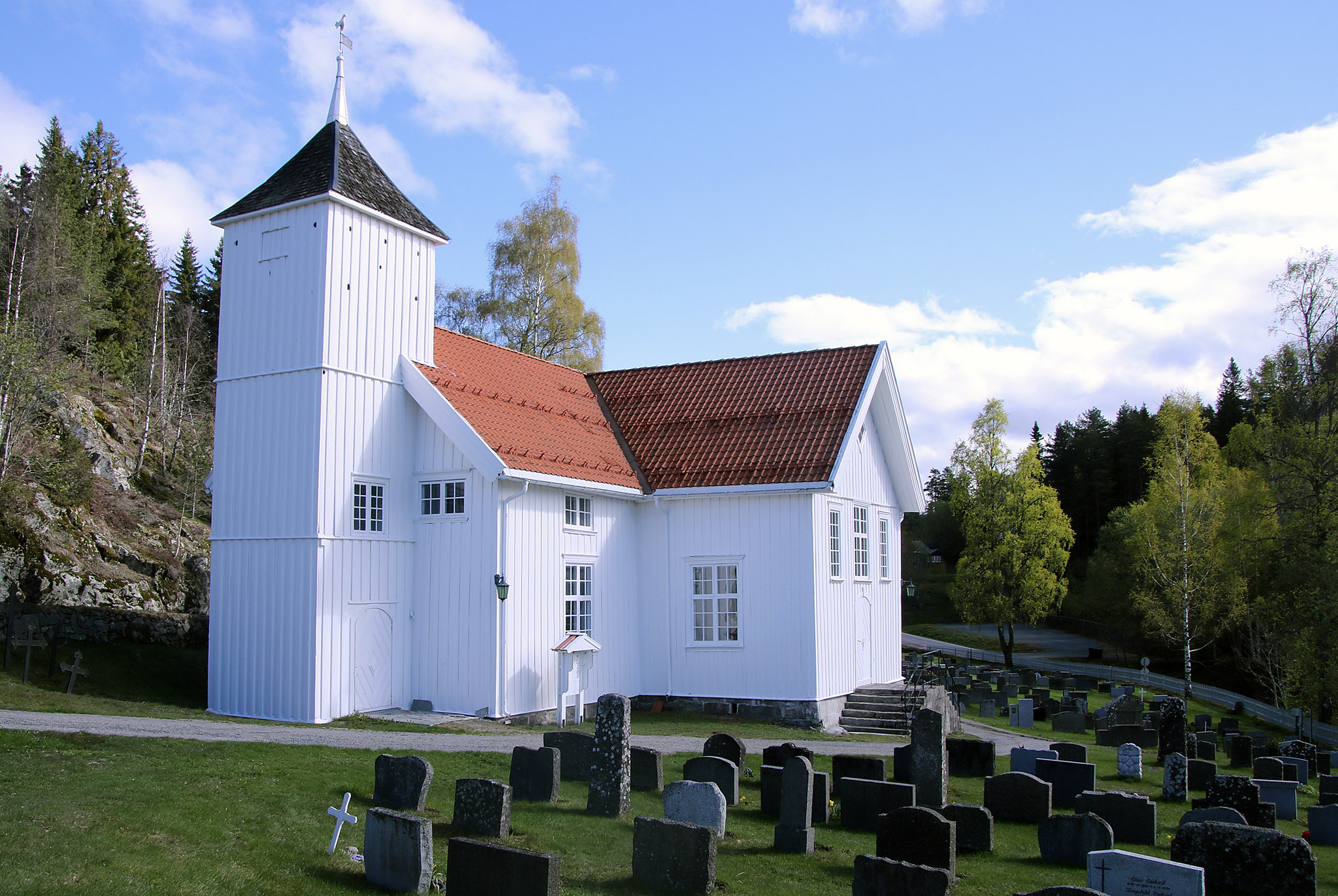
Brunkeberg kirke

Die evangelisch-lutherische Kirche von Brunkeberg liegt in der Ortschaft Brunkeberg auf dem Gebiet der Kommune Kviteseid in der norwegischen Provinz (Fylke) Telemark.

## Baubeschreibung
Es handelt sich um eine Kreuzkirche aus Holz, die 1790 erbaut wurde. Heute hat die Kirche etwa 300 Sitzplätze. Die Kirche hat einen Westturm und im Osten eine Sakristei, die 1997 geweiht wurde. Im Keller unter der Kirche befindet sich ein Versammlungsraum, der 1954 eingerichtet wurde. Außen hat die weiß gestrichene Kirche getäfelte Wände, während im Inneren der Kirche das Dachstuhlholz sichtbar ist.

## Geschichte
In Brunkeberg gab es eine Stabkirche, die vermutlich Mitte des 13. Jahrhunderts gebaut wurde, jedoch um das Jahr 1680 abbrannte. Bereits fünf Jahre nach dem Brand gab es eine kleine neue Kirche an der gleichen Stelle. Diese wurde wegen des starken Bevölkerungswachstums im 18. Jahrhundert zu klein, sodass man sie abriss und eine neue, größere Kreuzkirche errichtete, die am 20. Oktober 1790 eingeweiht wurde. 
Die neue Kirche hatte 250 Sitzplätze und wurde im Jahr 1861 mithilfe einer Galerie um etwa 50 Sitzplätze erweitert.

## Ausstattung
Der gegenüber dem Kirchenschiff um zwei Stufen erhöhte Altarraum befindet sich im östlichen Querschiff der Kirche. 
In der Decke befinden sich gemalte biblische Motive vom Ende des 18. Jahrhunderts, die 1870 übermalt wurden, aber bei der Restaurierung der Kirche 1939 bis 1941 wieder ans Licht kamen.

### Altar
Das Altarbild aus dem Jahr 1920 wurde bei der Restaurierung mit einem Kreuz aus den 1860er-Jahren ersetzt. Die Kanzel befindet sich an der Ecke zwischen dem Altarraum und dem südlichen Querschiff und erhebt sich über dem Altarraum.

### Taufbecken
Die Kirche verfügt über zwei Taufbecken: Ein Taufengel (wo der Engel das Taufbecken hält) wurde von Olav Fjødde angefertigt und im Zuge der Restaurierung renoviert. Es hängt von der Decke und kann heruntergeklappt werden. Es wurde 1846 durch ein Taufbecken von Aasmund Saamundsen Nordgaard ersetzt.

### Orgel
Die Orgel hat acht Stimmen und wurde 1975 von Norsk Orgelog Harmoniumfabrikk gebaut.

### Glocken
Im Turm der alten Kirche befanden sich zwei kleine Glocken. Es muss Probleme mit ihnen gegeben haben, 1880 zersprang eine der beiden. Beide Glocken wurden von O. Olsen & Søn eingeschmolzen und zu einer Glocke umgearbeitet.

### Sonstiges
An der Decke im mittleren Gewölbe hängt ein 14-armiger Kronleuchter aus Messing aus dem Jahr 1799. 
Auf dem Altar stehen zwei Messingleuchter aus dem Jahr 1750 und es liegt dort eine Bibel aus dem Jahr 1738.